# Хлорид аммония
Хлори́д аммо́ния (хло́ристый аммо́ний; техническое название — нашаты́рь) — неорганическое соединение, соль аммония и соляной кислоты с химической формулой {\displaystyle {\ce {NH4Cl,}}} белый кристаллический слегка гигроскопичный порошок без запаха. Хорошо растворяется в воде. Не образует кристаллогидратов. Зарегистрирован в качестве пищевой добавки E510. 

## Нахождение в природе

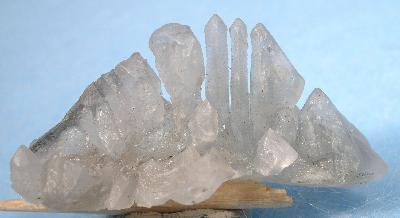
Минерал нашатырь из долины реки Ягноб, Таджикистан.

В природе хлорид аммония представлен минералом нашатырь, от араб. ‎ﻧﺸﺎﺩﺭ (nūšādir) — «аммиак».
Природный раствор хлорида аммония, находящийся в целоме, обеспечивает нейтральную плавучесть гигантских планктонных кальмаров — кранхиид и других крупных кальмаров так как водный раствор хлорида аммония в теле кальмаров имеет плотность ниже плотности морской воды.

## Физические свойства
Бесцветные или белые кристаллы кубической сингонии (а = 0,38758 нм, z = 1, пространственная группа Pm3m). Относительная плотность {\displaystyle d_{4}^{20}} = 1,526. Кубическая модификация стабильна ниже температуры 184,3 °C. Соединение возгоняется при 337,6 °C с разложением на аммиак и соляную кислоту (правильнее: хлороводород или хлористый водород HCl).
Хорошо растворим в воде (37,2 г/100 мл), жидком аммиаке. Водные растворы вследствие гидролиза имеют слабокислую реакцию. Температура кипения насыщенных водных растворов 116 °C.
Растворимость (безводного вещества в безводном растворителе): в этаноле — 0,6 г/100 г, в метаноле — 3,3 г/100 г.
| 0 °C | 10 °C | 20 °C | 30 °C | 40 °C | 50 °C | 60 °C | 70 °C | 80 °C | 90 °C | 100 °C |
| ---- | ----- | ----- | ----- | ----- | ----- | ----- | ----- | ----- | ----- | ------ |
| 29,4 | 33,3  | 37,2  | 41,4  | 45,8  | 50,4  | 55,2  | 60,2  | 65,6  | 71,3  | 77,3   |

## Химические свойства
Реагирует со щелочами с выделением аммиака:
{\displaystyle {\ce {NH4Cl + NaOH -> NaCl + H2O + NH3 ^}}}.
Реагирует с нитратом серебра с выпадением белого осадка хлорида серебра, темнеющего при действии света:
{\displaystyle {\ce {NH4Cl + AgNO3 -> AgCl v + NH4NO3}}}.
Реагирует с нитритом натрия при нагревании, с образованием хлорида натрия, азота и воды:
{\displaystyle {\ce {NH4Cl + NaNO2 -> NaCl + N2 ^ + 2 H2O}}}.
Под действием электрического тока разлагается с образованием хлористого азота {\displaystyle {\ce {NCl3}}}.

## Получение
В промышленности хлорид аммония получают упариванием маточного раствора, остающегося после отделения гидрокарбоната натрия {\displaystyle {\ce {NaHCO3}}} после реакции, в которой углекислый газ пропускают через раствор аммиака и хлорида натрия (промежуточный продукт при получении соды по методу Сольве):
{\displaystyle {\ce {NH3 + H2O + CO2 + NaCl -> NaHCO3 + NH4Cl}}}.
В лаборатории хлорид аммония получают взаимодействием хлороводорода с аммиаком при пропускании их через раствор хлорида натрия {\displaystyle {\ce {(NaCl)}}}.
Иногда используют реакцию взаимодействия аммиака с хлором:
{\displaystyle {\ce {8 NH3 + 3 Cl2 -> N2 + 6 NH4Cl}}}.
Реакция взаимодействия аммиака и соляной кислоты:
{\displaystyle {\ce {NH3 + HCl -> NH4Cl}}}.

## Применение
- азотное удобрение (до 25 % азота) для нейтральных и щелочных почв под культуры, слабо реагирующие на избыток хлора (сахарная свёкла, рис, кукуруза);
- зарегистрирован в качестве пищевой добавки E510, в скандинавских странах и Финляндии применяется как пищевая приправа, в том числе в составе лакричных конфет «Tyrkisk Peber» «Salmiakki» и т. д.;
- используют при пайке как флюс (для удаления оксидной плёнки с поверхностей металлов);
- в гальванических элементах как компонент электролита;
- в медицине при отёках, вызванных сердечной недостаточностью и для усиления действия диуретиков;
- в лабораторных технологиях для лизиса эритроцитов;
- как дымообразователь;(обратимо разлагается при нагреве на хлороводород {\displaystyle {\ce {(HCl)}}} и аммиак {\displaystyle {\ce {(NH3)}}} — трудноразделимую подвижную смесь газов, которая при остывании снова образует микрокристаллический порошок хлорида аммония в виде дыма, малоопасного для человека и животных.
- в фотографии как компонент быстрого фиксажа, для получения тиосульфата аммония непосредственно в растворе[9].